# It's a Disaster
It's a Disaster ( Es un Desastre )  es una comedia negra de cine-arte escrita y dirigida por Todd Berger. La película agrupa el grupo de comedia The Vacationeers y estrellas como Rachel Boston, David Cross, América Ferrera, Jeff Grace, Erinn Hayes, Kevin M. Brennan, Blaise Miller, Julia Stiles, y Todd Berger. La película debutó en el Festival de cine de Los Ángeles. el 20 de junio de 2012, Es un Desastre  fue estrenada comercialmente en teatros de EE. UU. por Laboratorios de Osciloscopio, el cual adquirió los derechos de distribución de los EE. UU. a la película el 12 de abril de 2013.

## Argumento
Cinco parejas se reúnen para uno de sus regulares "brunchs", el cual, al pasar el tiempo se ha convertido en una reunión llena de tensión y torpeza. Emma Mandrake (Erinn Hayes) y Pete Mandrake ( Blaise Miller ) son los anfitriones, y han invitado a Hedy Galili (America Ferrera) y Shane Owens (Jeff Grace) que llevan comprometidos más de 6 años; Buck Kivel (Kevin M. Brennan) y Lexi Kivel (Rachel Boston), una pareja bastante peculiar; y a Tracy Scott (Julia Stiles), que ha tenido la mala suerte de salir con locos y en esta oportunidad lleva a su nueva cita, Glenn Randolph  (David Cross) a la reunión. 
Mientras las parejas esperan a una quinta (que siempre llega tarde), los hombres van al sótano y descubren que la TV, el internet y el teléfono no funcionan, así que Pete acusa a su esposa Emma de no pagarlos y se descubre que se van a divorciar.  
Justo cuando Emma va a abandonar la casa, aparece un vecino avisándoles que varias bombas químicas han explotado a lo largo de Estados Unidos y afuera todo es un desastre. Las parejas deciden buscar suministros , incluyendo una radio para saber qué está sucediendo. Como la radio del auto es satelital y no funciona, encuentran una radio de ducha que les avisa que deben permanecer en sus hogares. En medio de esta búsqueda aumentan las tensiones entre los invitados. Por otro lado Hedy ha quedado en shock, pero después de escuchar la radio decide embriagarse y preparar metanfetaminas. 
Después, aparece la quinta pareja en un grave estado de enfermedad y mueren justo al frente de la casa. En ese momento Hedy, que es una profesora de química, les revela que las bombas contenían gas nervioso VX, un arma tan letal que los matará en un par de horas. Abrumados por la noticia, deciden celebrar al estilo hippie, danzando y cantando, pero Shane decide que lo mejor es salir de allí y los convence a todos de hacerlo pero al intentar encender el auto, se ha quedado sin batería, así que nadie puede salir. 
Resignados con la noticia , deciden quedarse en casa y celebrar su comida como habían planeado. El recién llegado va a la bodega en busca de vino, pero le añade veneno de rata y píldoras para matarlos a todos. Tracy lo descubre y le advierte a los demás que el vino es venenoso, pero Glenn se defiende explicándoles que es cree firmemente que ese es El Juicio Final y quiere salvarlos de las tribulaciones venideras. 
Al principio les parece una locura , pero poco a poco aceptan la idea del suicidio. Después de algún debate, aceptan tomar el vino a la cuenta de tres. Después de que Glenn cuenta, todos pretenden beber, pero ninguno lo hace, así que vuelven a contar y otra vez hacen trampa. Su destino queda desconocido.

## Reparto
- Rachel Boston cuando Lexi Kivel.
- David Cross cuando Glenn Randolph.
- América Ferrera como Hedy Galili.
- Jeff Grace cuando Shane Owens.
- Erinn Hayes cuando Emma Mandrake.
- Kevin M. Brennan cuando Buck Kivel.
- Blaise Molinero como Pete Mandrake.
- Julia Stiles cuando Tracy Scott.
- Todd Berger como Hal Lousteau.

## Póster
El cartel de la película parodia el famoso cartel del reclutamiento del Tío Sam. Ha recibido buenas críticas y la Escuela de Película Rehúsa Osciloscope Pictures utilizó una versión actualizada del mismo diseño del póster, junto con el premio del festival y una cita de la crítica para su estreno comercial.

## Festivales
- 2012 Festival de cine de Los Ángeles (20 de junio de 2012) (estreno mundial)
- 2012 Edmonton Festival de cine Internacional (6 de octubre de 2012)
- 2012 BendFilm Festival (12 de octubre de 2012)
- 2012 Festival de cine de Nueva Orleans (13 de octubre de 2012)
- 2012 Club de Frailes Festival de cine de Comedia (24 de octubre de 2012)
- 2012 Virginia Festival de cine (3 de noviembre de 2012)
- 2012 Estrella Solitaria Festival de cine Internacional (10 de noviembre de 2012)
- 2012 Napa Festival de cine de Valle (10 de noviembre de 2012)
- 2012 Tucson Loft Película Fest (12 de noviembre de 2012)
- 2012 Whistler Festival de cine (2 de diciembre de 2012)
- 2013 RiverRun Festival de cine Internacional (13 de abril de 2013)

It's a Disaster fue escogida en 2012 por el Club de Frailes Festival de cine de Comedia para ser la película de apertura del festival.

## Premios
BendFilm Festival
2012: Ganador Mejor Guion
Edmonton Festival de cine internacional
2012: Premio de Jurado Magnífico por mejor película. Elección de Audiencia
Festival de cine de Nueva Orleans
2012: Premio de la Audiencia por Mejor Imagen